# برنامج الامتياز التجاري
برنامج الامتياز التجاري في السعودية هو أحد برامج رؤية المملكة 2030، لدعم الراغبين في العمل الحر، وأصحاب المشروعات الصغيرة والمتوسطة. ولدى السعودية حاليا 400 علامة تجارية 5٪ منها محلية. يعرف الامتياز التجاري بأنه عقد بين طرفين يمنح الطرف الأول بموجبه الطرف الثاني موافقة على استخدام حق واحد أو أكثر من حقوق الملكية الفكرية أو الصناعية أو المعرفية، لإنتاج سلعة وتوزيع منتج أو تقديم خدمة تحت علامة تجارية ينتجها الطرف الأول، وفق منطقة جغرافية محددة ولفترة زمنية محددة بمقابل مادي يدفعه الطرف الثاني للطرف الأول.

## الأهداف
- تحسين موقع المملكة دوليا ووضعها على خريطة الامتياز التجاري عالميا.[3]
- تشجيع العلامات التجارية السعودية ذات القدرة على تصنيع منتجات وطنية للتوسع عالميا.
- زيادة مساهمة الامتياز التجاري في النمو المستدام وتنويع وتمكين قدرات الاقتصاد السعودي.
- المساهمة في التعليم ونقل المعرفة ورفع كفاءة التقنيات وتطوير مهارات «مانح الامتياز والمستفيد من الامتياز» وتقديم خدمات الصناعة في المملكة.
- زيادة أعداد الرواد والقادة الجدد في صناعة الامتياز التجاري والمنشآت الصغيرة والمتوسطة.
- خلق فرص عمل جديدة.
- زيادة مساهمة قطاع الامتياز التجاري في الناتج المحلي الإجمالي للمملكة.
- تطوير النظام البيئي لصناعة الامتياز التجاري في المملكة.